# 喜捷镇
喜捷镇，是中华人民共和国四川省宜宾市叙州区曾经下辖的一个镇。2019年8月，撤销喜捷镇和柏溪镇，设立柏溪街道办事处，以原喜捷镇和原柏溪镇所属行政区域为柏溪街道的行政区域。

## 行政区划
喜捷镇撤销前下辖以下地区：
喜捷社区、玉龙社区、翠河村、红楼梦社区村、落帽村、云丰村、宰龙村、乐川村、全心村、兰湾村、自然村、苗儿村、新河村、新江村、新龙村、新民村、新联社区村、宜屏村、干坝村、武安村、陈家村、五桂村、玉泉村和凤雷村。